# Peucetia arabica
Peucetia arabica är en spindelart som beskrevs av Simon 1882. Peucetia arabica ingår i släktet Peucetia och familjen lospindlar. Inga underarter finns listade i Catalogue of Life.